# Балто (мультфільм)
«Балто» (англ. Balto) — американський повнометражний анімаційний фільм режисера Саймона Веллса, який створила студія Amblimation і випустила кінокомпанія Universal Studios 1995 року. Виконавчими продюсерами мультфільму виступили Стівен Спілберг, Кетлін Кеннеді та Бонн Редфорд. Фільм заснований на подіях 1925 року й розповідає історію їздового собаки Балто, упряжка якого доставила сироватку проти дифтерії до міста Ном на Алясці.
«Балто» став третім та останнім мультфільмом студії Amblimation. Це була перша сольна режисерська робота Саймона Веллса, до того вони з Філом Ніббелінком зняли попередні мультфільми Amblimation — «Американський хвіст 2: Файвел вирушає на Захід» і «Ми повернулися! Історія динозавра».
Прем'єра фільму відбулася 22 грудня 1995 На тлі «Історії іграшок», прем'єра якої відбулася за місяць до «Балто», фільм не мав комерційного успіху, зібравши в прокаті трохи більше ніж 11 мільйонів доларів.

## Сюжет
Фільм починається як ігрове кіно. Нью-Йорк, 90-і роки XX століття. Бабуся й онучка шукають в Центральному парку Мангеттена пам'ятник знаменитому собаці Балто. Коли вони сідають відпочити, бабуся розповідає дівчинці про героїчного собаку. Дія переноситься у 1925 рік, до міста Ном на Алясці, ігрове кіно змінюється анімаційним.
Балто — молодий напівсобака-напіввовк, бездомний, адже місцеві жителі побоюються його. Він живе на старому занедбаному кораблі в передмістях Нома разом зі своїм кращим другом, російським гусаком Борисом. Балто захоплений перегонами на собачих упряжках, під час яких одного разу зустрічається з Дженною, красивою чистопорідною, досить популярною хаскі, і закохується в неї з першого погляду. Господиня Дженни, дівчинка Розі, — єдина з жителів міста, хто довіряє Балто і добре до нього ставиться. Стіл, ватажок найзнаменитішої упряжки, яким всі захоплюються, і троє псів з його упряжки — Ніккі, Калтаг і Стар, зустрічають пса-напівкровку не настільки дружньо.

## Закадрове озвучення
- Російське багатоголосе закадрове  озвучення телекомпанії «Інтер». Ролі озвучували: Владислав Пупков, Андрій Самінін, Людмила Ардельян та Анастасія Гіренкова[джерело?].
- Українське двоголосе закадрове озвучення студії «1+1». Ролі озвучували: Юрій Коваленко та Олена Узлюк.
- Українське багатоголосе закадрове озвучення студії «Так Треба Продакшн» на замовлення телекомпанії «ICTV». Ролі озвучували: Анатолій Пашнін, Дмитро Терещук, Олена Бліннікова та Наталя Поліщук[джерело?].